# HHK Velké Meziříčí
HHK Velké Meziříčí (celým názvem: Horácký hokejový klub Velké Meziříčí) je český klub ledního hokeje, který sídlí ve Velkém Meziříčí v Kraji Vysočina. Založen byl v roce 1906 jako klub bandy hokeje. Svůj současný název nese od roku 1992. Od sezóny 2020/21 působí v 2.lize, třetí české nejvyšší soutěži ledního hokeje. Klubové barvy jsou modrá a bílá.
Své domácí zápasy odehrává na zimním stadionu Velké Meziříčí s kapacitou 1 200 diváků.

## Historie
Zdroj:
- 1906 – složení prvního hokejového mužstva pod hlavičkou SK Velké Meziříčí, tehdy se hrál ovšem bandy hokej. Na kanadský (dnes lední) se přešlo později
- 1992 – přejmenování klubu na HHK Velké Meziříčí
- 1992 – výstavba sociální budovy
- 1995 – výstavba kompresorovny a přimrazovací ledové plochy
- 2003 – založení Horáckého hokejového klubu, s.r.o.
- 2003 – zastřešení zimního stadionu
- 2006 – postup do 2. ligy ČSLH
- 2020 – postup do 2. české hokejové ligy
- 2023 – rekonstrukce zimního stadionu - I. etapa

## Přehled ligové účasti
Stručný přehled
Zdroj:
- 1970–1972: Divize – sk. E (3. ligová úroveň v Československu)
- 2002–2004: Jihomoravský krajský přebor (4. ligová úroveň v České republice)
- 2004–2005: Krajský přebor Vysočiny (4. ligová úroveň v České republice)
- 2005–2006: Krajský přebor Jižní Moravy a Zlína (4. ligová úroveň v České republice)
- 2006–2007: 2. liga – sk. Východ (3. ligová úroveň v České republice)
- 2007–2008: 2. liga – sk. Střed (3. ligová úroveň v České republice)
- 2008–2009: 2. liga – sk. Východ (3. ligová úroveň v České republice)
- 2009–2020 : Jihomoravská a Zlínská krajská liga (4. ligová úroveň v České republice)
- 2020- : 2. liga – sk. Východ (3. ligová úroveň v České republice)

Jednotlivé ročníky
Zdroj:
Legenda: ZČ - základní část, JMK - Jihomoravský kraj, červené podbarvení - sestup, zelené podbarvení - postup, fialové podbarvení - reorganizace, změna skupiny či soutěže
| Československo (1970 – 1993) |                                     |           |           |                                                    |                         |
| Sezóny                       | Soutěž                              | Úroveň    | ZČ        | Play-off, nadstavba, sk. o udržení...              | Poznámky                |
| 1970/71                      | Divize – sk. E                      | 3. úroveň | 5. místo  |                                                    |                         |
| 1971/72                      | Divize – sk. E                      | 3. úroveň | –. místo  |                                                    | Odstoupení ze soutěže   |
| ...                          |                                     |           |           |                                                    |                         |
| Česko (1993 – )              |                                     |           |           |                                                    |                         |
| Sezóny                       | Soutěž                              | Úroveň    | ZČ        | Play-off, nadstavba, sk. o udržení...              | Poznámky                |
| ...                          |                                     |           |           |                                                    |                         |
| 2002/03                      | Jihomoravský krajský přebor         | 4. úroveň | 1. místo  | Baráž o 2. ligu, 2. fáze (5. místo)                |                         |
| 2003/04                      | Jihomoravský krajský přebor         | 4. úroveň | 1. místo  | Vítěz; baráž o 2. ligu - 1. fáze, 3. kolo (prohra) | Přechod do jiného kraje |
| 2004/05                      | Krajský přebor Vysočiny             | 4. úroveň | 1. místo  | Vítěz; baráž o 2. ligu, 2. fáze (6. místo)         | Přechod do jiného kraje |
| 2005/06                      | Krajský přebor Jižní Moravy a Zlína | 4. úroveň | 1. místo  | Vítěz JMK; baráž o 2. ligu, 2. fáze (1. místo)     | Postup                  |
| 2006/07                      | 2. liga – sk. Východ                | 3. úroveň | 11. místo |                                                    | Změna skupiny           |
| 2007/08                      | 2. liga – sk. Střed                 | 3. úroveň | 8. místo  | Čtvrtfinále                                        | Změna skupiny           |
| 2008/09                      | 2. liga – sk. Východ                | 3. úroveň | 16. místo |                                                    | Sestup                  |
| 2009/10                      | Jihomoravská a Zlínská krajská liga | 4. úroveň | 10. místo | Čtvrtfinále JMK                                    |                         |
| 2010/11                      | Jihomoravská a Zlínská krajská liga | 4. úroveň | 11. místo | Semifinále JMK                                     |                         |
| 2011/12                      | Jihomoravská a Zlínská krajská liga | 4. úroveň | 10. místo | Čtvrtfinále JMK                                    |                         |
| 2012/13                      | Jihomoravská a Zlínská krajská liga | 4. úroveň | 9. místo  | Semifinále JMK                                     |                         |
| 2013/14                      | Jihomoravská a Zlínská krajská liga | 4. úroveň | 2. místo  | Finále JMK                                         |                         |
| 2014/15                      | Jihomoravská a Zlínská krajská liga | 4. úroveň | 9. místo  | Čtvrtfinále JMK                                    |                         |
| 2015/16                      | Jihomoravská a Zlínská krajská liga | 4. úroveň | 3. místo  | Vítěz; kvalifikace o 2. ligu – sk. C (1. místo)    | Sestup                  |
| 2016/17                      | Jihomoravská a Zlínská krajská liga | 4. úroveň | 1. místo  | Finále                                             |                         |
| 2017/18                      | Jihomoravská a Zlínská krajská liga | 4. úroveň | 2. místo  | Semifinále                                         |                         |
| 2018/19                      | Jihomoravská a Zlínská krajská liga | 4. úroveň | 1. místo  | Finále                                             |                         |
| 2019/20                      | Jihomoravská a Zlínská krajská liga | 4. úroveň | 1. místo  | play-off zrušeno kvůli pandemii covidu-19          | Postup                  |
| 2020/21                      | 2. liga – sk. Východ                | 3. úroveň | neurčeno  | sezóna zrušena kvůli pandemii covidu-19            |                         |
| 2021/22                      | 2. liga – sk. Východ                | 3. úroveň | 7. místo  |                                                    |                         |
| 2022/23                      | 2. liga – sk. Východ                | 3. úroveň | 11. místo |                                                    | Baráž                   |
| 2023/24                      | 2. liga – sk. Východ                | 3. úroveň | 12. místo |                                                    | Baráž                   |
| 2024/25                      | 2. liga – sk. Východ                | 3. úroveň | 13. místo | Play down                                          |                         |